# Erich Hahn
Erich Hahn (Lipsia, 18 ottobre 1891 – Beine, 4 settembre 1917) è stato un militare e aviatore tedesco, asso dell'aviazione durante la prima guerra mondiale accreditato di 6 vittorie aeree.

## Biografia
Erich Hahn nasce a Lipsia il 18 ottobre 1891 nell'allora Regno di Sassonia. Entra a far parte del 2º Reggimento fanteria della Sassonia poco prima dell'inizio della Grande Guerra. Nel 1913 impara a volare presso la scuola di volo di Anthony Fokker.

### Il servizio presso l'aviazione
All'inizio della guerra, Hahn era in servizio presso la Feldflieger Abteilung 64, trasferito poi prima presso la Feldflieger Abteilung 23 e poi presso la Flieger-Abteilung (Artillerie) 221.
Il 10 agosto 1916 viene assegnato al Kampfeinsitzerkommando (Commando monoposto da combattimento) Bertincourt e quando viene fondata la Jagdstaffel 1, una delle prime squadriglie da caccia, il 22 agosto del 1916 Hahn entra a far parte di questa unità. Il 10 novembre ottiene la sua prima vittoria aerea e sempre nello stesso giorno prende il comando della squadriglia a seguito del trasferimento dell'Hauptmann Martin Zander. Il 29 novembre 1916 viene trasferito al comando della Jagdstaffel 19. Insignito con entrambe le classi della Croce di Ferro, il 29 dicembre 1916 gli viene assegnata la Croce di cavaliere dell'Ordine militare di Sant'Enrico. Hahn è stato il primo pilota di caccia a ricevere tale onorificenza.
Non ottenne altre vittorie aeree fino ad aprile 1917, ricordato come "Bloody April" (aprile di sangue), quando abbatte tre aerei nemici e due palloni frenati di osservazione. Il 1º maggio ad Erich Hahn gli viene assegnata la Croce di Cavaliere dell'Ordine Reale di Hohenzollern.

### La morte
Dopo le sei vittorie aeree confermate, Hahn viene abbattuto ed ucciso il 4 settembre 1917 dall'asso francese tenente Georges Madon sopra la città di Beine.